# ريوكو هيروسويه

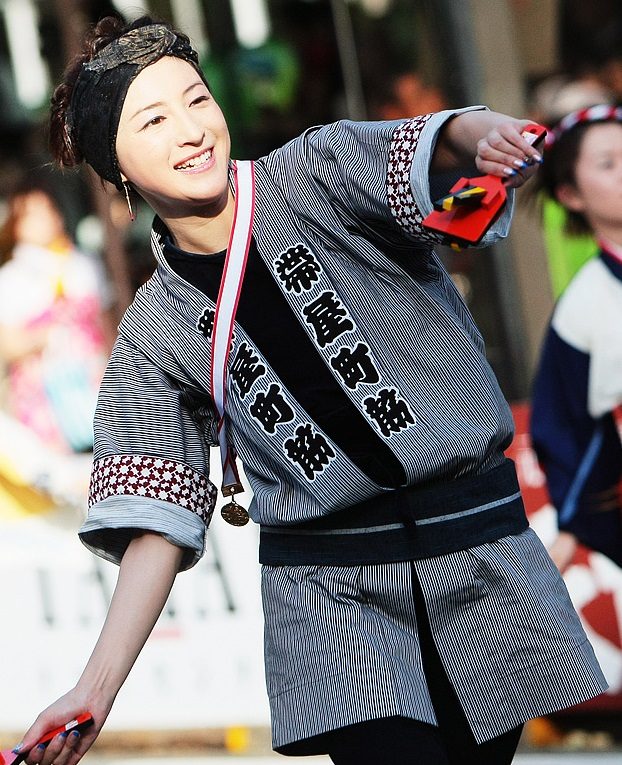

ريوكو هيروسويه باليابانية (廣末涼子, Hirosue Ryōko) اسمها الحقيقي هو ريوكو أوكازاوا (岡沢 涼子, Okazawa Ryōko) ممثلة ومغنية يابانية ولدت في 18 يوليو 1980 بمدينة كوتشي باليابان. تركت الدراسة في كلية التعليم بجامعة واسيدا، فصيلة دمها «أو» O.

## أعمال
- أوكوريبيتو، 2008.

## وصلات خارجية
- ريوكو هيروسويه على موقع IMDb (الإنجليزية)
- ريوكو هيروسويه على موقع روتن توميتوز (الإنجليزية)
- ريوكو هيروسويه على موقع ألو سيني (الفرنسية)
- ريوكو هيروسويه على موقع ميوزك برينز (الإنجليزية)
- ريوكو هيروسويه على موقع أول موفي (الإنجليزية)
- ريوكو هيروسويه على موقع قاعدة بيانات الأفلام السويدية (السويدية)
- ريوكو هيروسويه على موقع أول ميوزيك (الإنجليزية)
- ريوكو هيروسويه على موقع ديسكوغز (الإنجليزية)
- ريوكو هيروسويه على موقع قاعدة بيانات الفيلم (الإنجليزية)
- ريوكو هيروسويه على موقع ليتربوكسد (الإنجليزية)
- الموقع الرئيسي للفنانة نسخة محفوظة 6 فبراير 2009 على موقع واي باك مشين.